# Megablast
Megablast (メガブラスト?, Megaburasuto) è un videogioco arcade di genere sparatutto a scorrimento orizzontale, sviluppato e pubblicato nel 1989 dalla Taito. Il titolo si ricorda soprattutto per avere diversi nemici presi da altri videogiochi della compagnia, come ad esempio Raimais, Bubble Bobble e Arkanoid.
È incluso esclusivamente nella raccolta per PlayStation 2 Taito Memories II Gekan, uscita nel 2007 solo in Giappone.

## Trama
Alla fine del XXI secolo, la guerra e la carestia non esistevano più sulla Terra e l'umanità stava vivendo una fase di prosperità. Ma all'improvviso, un gran numero di donne scomparve in tutto il mondo.
L'organizzazione segreta "Anti-Extraterrestrial Defense Organization" indagò sulla causa e scoprì che erano state rapite dagli alieni del pianeta Zanx, situato nella nebulosa oscura, dove le donne hanno perso la capacità riproduttiva a causa di una sconosciuta malattia infettiva.
Dawson e Bogie, due piloti selezionati dalla organizzazione, lanciarono il caccia spaziale "Megablast" per salvare le donne della Terra e la loro amata Cindy.

## Modalità di gioco
Pur essendo un classico sparatutto, Megablast si differenzia dagli altri per via dell'arma principale a quattro direzioni modificabile tramite pod rilasciati da nemici sconfitti, inoltre per ogni lato si possono avere quattro tipologie uguali o tutte diverse. L'azione si svolge su otto livelli. Prima dell'inizio del combattimento con il boss di turno, il giocatore riceverà istruzioni su come e dove colpirlo.

### Armi
- Pod rosso: laser e arma più potente.
- Pod bianco: laser rimbalzante sui muri e strutture.
- Pod verde: doppio raggio energetico.
- Pod giallo: missili a ricerca automatica.
- Pod blu: potenziatore di tutte le armi.

## Accoglienza
In Giappone, la rivista Game Machine elencò Megablast nel numero del 1º gennaio 1990 come la diciassettesima unità arcade di maggior successo del mese.